# 타레팬더
타레팬더(일본어: たれぱんだ, tarepanda)는 일본의 캐릭터 회사 San-X에서 제작한 캐릭터이다. 캐릭터 원안은 스에마사 히카루이다. 모태는 대왕판다를 본따왔으며 대한민국에서는 2000년에 수입되어 알려지게 되었다. 

## 소개
모습은 넓적해보이는 얼굴에 두 개의 까만 귓불이 있고 통통해보이는 엉덩이에 토끼같이 까만 꼬리가 달려있으며 까만 콧구멍이 있고 눈이 왕방울만하게 뜨고있으며 입이 없고 항상 엎드리면서 축 늘어져있는 모습이다. 
외형상 암수 구분이 어려우며 중성이나 무성이라는 설도 있다. 
천하태평하고 느릿느릿하며 움직일 때 굴러다니는 습성이 있다.  

## 특징
앞면에서 늘어져 엎드려있는 것이 특징이며 항상 느리고 굴러다닌다.  

## 이름의 유래
일본어로 '늘어진 판다'라는 뜻으로 타레는 '늘어지다'라는 뜻이다. 
일부에서 죽은 판다의 사체(死體)를 보고 그렸다는 설이 있으나 루머로 알려졌다.  

## 기타
좋아하는 먹이로 화과자를 좋아한다. 
2000년대에 버거킹과 타레팬더 페스티벌을 통해서 콜라보를 하였다.